# (33299) 1998 KN45
1998 KN45 (asteroide 33299) é um asteroide da cintura principal. Possui uma excentricidade de 0.09242150 e uma inclinação de 2.09971º.
Este asteroide foi descoberto no dia 22 de maio de 1998 por LINEAR em Socorro.